# Olympische Sommerspiele 2008/Leichtathletik – 110 m Hürden (Männer)

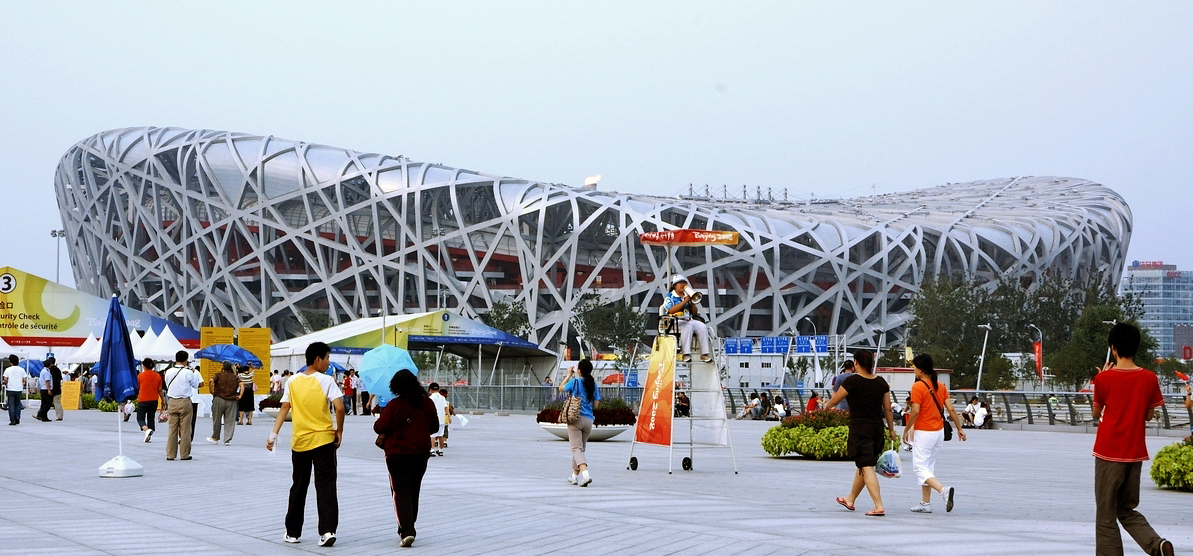
Das Vogelnest – Olympiastadion von Peking

Der 110-Meter-Hürdenlauf der Männer bei den Olympischen Spielen 2008 in Peking wurde vom 18. bis 21. August 2008 im Nationalstadion Peking ausgetragen. 43 Athleten nahmen daran teil.
Olympiasieger wurde der Kubaner Dayron Robles. Die weiteren Medaillen gingen an Athleten aus den Vereinigten Staaten. David Payne gewann die Silber-, David Oliver die Bronzemedaille.

## Aktuelle Titelträger
| Olympiasieger 2004                      | Liu Xiang ( Volksrepublik China)         | 12,91 s | Athen 2004          |
| Weltmeister 2007                        | Liu Xiang ( Volksrepublik China)         | 12,95 s | Ōsaka 2007          |
| Europameister 2006                      | Staņislavs Olijars ( Lettland)           | 13,24 s | Göteborg 2006       |
| Panamerikanischer Meister 2007          | Dayron Robles ( Kuba)                    | 13,25 s | Rio de Janeiro 2007 |
| Zentralamerika und Karibik-Meister 2008 | Shamar Sands ( Bahamas)                  | 13,32 s | Cali 2008           |
| Südamerika-Meister 2007                 | Anselmo da Silva ( Brasilien)            | 13,56 s | São Paulo 2007      |
| Asienmeister 2007                       | Tasuku Tanonaka ( Japan)                 | 13,51 s | Amman 2007          |
| Afrikameister 2008                      | Hennie Kotze ( Südafrika)                | 13,05 s | Addis Abeba 2008    |
| Ozeanienmeister 2008                    | Toriki Urar II ( Französisch-Polynesien) | 15,11 s | Saipan 2008         |

## Rekorde

### Bestehende Rekorde
| Weltrekord         | 12,87 s | Dayron Robles ( Kuba)            | Ostrava, Tschechien           | 12. Juni 2008   |
| Olympischer Rekord | 12,91 s | Liu Xiang ( Volksrepublik China) | Finale OS Athen, Griechenland | 27. August 2004 |

Der bestehende Olympiarekord wurde bei diesen Spielen nicht erreicht. Im schnellsten Rennen, dem Finale am 21. August, verfehlte der kubanische Olympiasieger Dayron Robles mit seinen 12,93 s diesen Rekord bei einem Rückenwind von 0,1 m/s allerdings nur um zwei Hundertstelsekunden. Zu seinem eigenen Weltrekord fehlten ihm sechs Hundertstelsekunden.

### Rekordverbesserungen
Es wurden fünf neue Landesrekorde aufgestellt:
- 13,38 s – Ryan Brathwaite (Barbados), dritter Vorlauf am 18. August bei einem Rückenwind von 0,2 m/s
- 13,59 s – Ronald Forbes (Cayman Islands), dritter Vorlauf am 18. August bei einem Rückenwind von 0,2 m/s
- 13,49 s – Konstandinos Douvalidis (Griechenland), sechster Vorlauf am 18. August bei einem Gegenwind von 0,1 m/s
- 13,46 s – Konstandinos Douvalidis (Griechenland), erstes Viertelfinale am 18. August bei einem Rückenwind von 0,1 m/s
- 13,55 s – Lee Jung-joon (Südkorea), zweites Viertelfinale am 18. August bei Windstille

## Vorläufe
Es fanden sechs Vorläufe statt. Die jeweils vier ersten (hellblau unterlegt) sowie die acht zeitschnellsten Athleten (hellgrün unterlegt) qualifizierten sich für die Viertelfinals.

### Vorlauf 1
18. August 2008, 11:10 Uhr
Wind: +0,3 m/s
| Platz | Name             | Nation              | Zeit    |
| ----- | ---------------- | ------------------- | ------- |
| 1     | Dayron Robles    | Kuba                | 13,39 s |
| 2     | Andrew Turner    | Großbritannien      | 13,56 s |
| 3     | Ji Wei           | Volksrepublik China | 13,57 s |
| 4     | Richard Phillips | Jamaika             | 13,60 s |
| 5     | Jewgeni Borissow | Russland            | 13,90 s |
| 6     | Oleg Normatow    | Usbekistan          | 14,00 s |
| 7     | Jurica Grabušić  | Kroatien            | 14,18 s |

### Vorlauf 2
18. August 2008, 11:18 Uhr
Wind: +0,1 m/s
| Platz | Name             | Nation              | Zeit    | Anmerkung |
| ----- | ---------------- | ------------------- | ------- | --------- |
| 1     | David Oliver     | USA                 | 13,30 s |           |
| 2     | Jackson Quiñónez | Spanien             | 13,41 s |           |
| 3     | Shamar Sands     | Bahamas             | 13,45 s |           |
| 4     | Gregory Sedoc    | Niederlande         | 13,50 s |           |
| 5     | Lee Jung-joon    | Südkorea            | 13,65 s |           |
| 6     | Mikel Thomas     | Trinidad und Tobago | 13,69 s | PB        |
| 7     | Damjan Zlatnar   | Slowenien           | 13,84 s |           |

### Vorlauf 3
18. August 2008, 11:26 Uhr
Wind: +0,2 m/s
| Platz | Name            | Nation              | Zeit    | Anmerkung |
| ----- | --------------- | ------------------- | ------- | --------- |
| 1     | Paulo Villar    | Kolumbien           | 13,37 s |           |
| 2     | Ryan Brathwaite | Barbados            | 13,38 s | NR        |
| 3     | Petr Svoboda    | Tschechien          | 13,43 s |           |
| 4     | Shi Dongpeng    | Volksrepublik China | 13,53 s |           |
| 5     | Ronald Forbes   | Cayman Islands      | 13,59 s | NR        |
| 6     | Héctor Cotto    | Puerto Rico         | 13,72 s |           |
| 7     | Dudley Dorival  | Haiti               | 13,78 s |           |
| 8     | Abdul Rashid    | Pakistan            | 14,52 s |           |

### Vorlauf 4
18. August 2008, 11:34 Uhr
Wind: −1,1 m/s
| Platz | Name             | Nation     | Zeit    | Anmerkung |
| ----- | ---------------- | ---------- | ------- | --------- |
| 1     | David Payne      | USA        | 13,42 s |           |
| 2     | Ladji Doucouré   | Frankreich | 13,52 s |           |
| 3     | Selim Nurudeen   | Nigeria    | 13,58 s | PB        |
| 4     | Maurice Wignall  | Jamaika    | 13,61 s |           |
| 5     | Maxim Linscha    | Belarus    | 13,86 s |           |
| 6     | Stanislav Sajdok | Tschechien | 13,89 s |           |
| 7     | Masato Naito     | Japan      | 13,96 s |           |

### Vorlauf 5

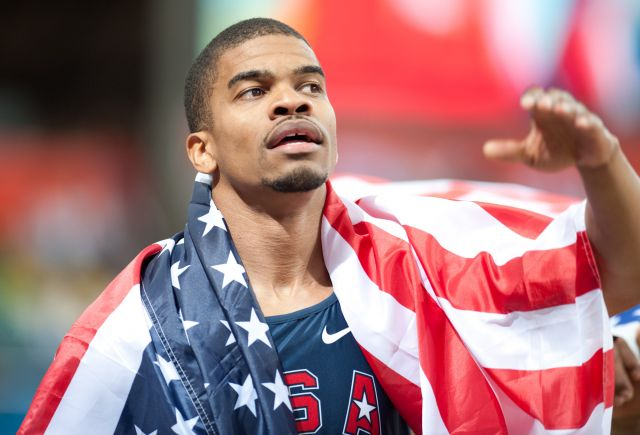
Terrence Trammell – Silbermedaillist von 2004 – im fünften Vorlauf verletzt aufgegeben

18. August 2008, 11:42 Uhr
Wind: −0,1 m/s
| Platz | Name                         | Nation     | Zeit    | Anmerkung |
| ----- | ---------------------------- | ---------- | ------- | --------- |
| 1     | Artur Noga                   | Polen      | 13,53 s |           |
| 2     | Igor Peremota                | Russland   | 13,59 s |           |
| 3     | Dániel Kiss                  | Ungarn     | 13,61 s |           |
| 4     | Anselmo da Silva             | Brasilien  | 13,81 s |           |
| 5     | Joseph-Berlioz Randriamihaja | Madagaskar | 13,91 s |           |
| DNF   | Terrence Trammell            | USA        |         | verletzt  |

### Vorlauf 6

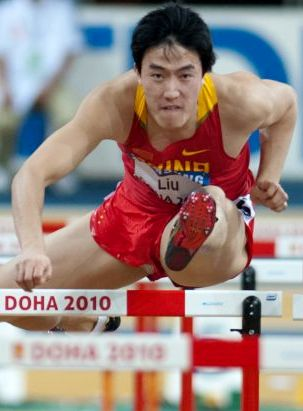
Liu Xiang – Olympiasieger von 2004 – im sechsten Vorlauf verletzt ausgeschieden

18. August 2008, 11:50 Uhr
Wind: −0,1 m/s
| Platz | Name                    | Nation              | Zeit    | Anmerkung |
| ----- | ----------------------- | ------------------- | ------- | --------- |
| 1     | Konstandinos Douvalidis | Griechenland        | 13,49 s | NR        |
| 2     | Marcel van der Westen   | Niederlande         | 13,54 s |           |
| 3     | Allan Scott             | Großbritannien      | 13,56 s |           |
| 4     | Samuel Coco-Viloin      | Frankreich          | 13,60 s |           |
| 5     | Mohammed al-Thawadi     | Katar               | 13,64 s |           |
| 6     | Dawit Ilariani          | Georgien            | 13,75 s |           |
| DNF   | Liu Xiang               | Volksrepublik China |         | verletzt  |

## Viertelfinale
Aus dem Viertelfinale qualifizierten sich die ersten drei jedes Laufes (hellblau unterlegt) sowie die vier zeitschnellsten Läufer (hellgrün unterlegt) für das Halbfinale.

### Lauf 1

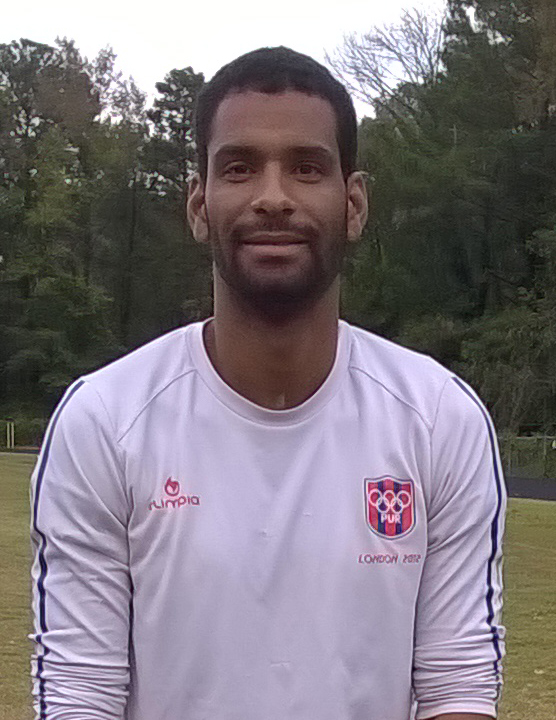
Héctor Cotto – ausgeschieden als Achter des ersten Viertelfinals

18. August 2008, 20:45 Uhr
Wind: +0,1 m/s
| Platz | Name                    | Nation              | Zeit    | Anmerkung |
| ----- | ----------------------- | ------------------- | ------- | --------- |
| 1     | David Payne             | USA                 | 13,24 s |           |
| 2     | Petr Svoboda            | Tschechien          | 13,41 s |           |
| 3     | Shi Dongpeng            | Volksrepublik China | 13,42 s |           |
| 4     | Konstandinos Douvalidis | Griechenland        | 13,46 s | NR        |
| 5     | Richard Phillips        | Jamaika             | 13,48 s |           |
| 6     | Mikel Thomas            | Trinidad und Tobago | 13,62 s | PB        |
| 7     | Igor Peremota           | Russland            | 13,70 s |           |
| 8     | Héctor Cotto            | Puerto Rico         | 13,73 s |           |

### Lauf 2

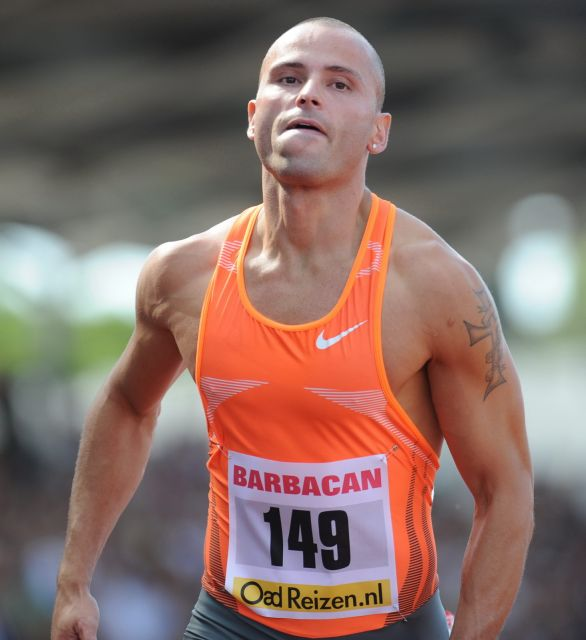
Andrew Turner – ausgeschieden als Fünfter des zweiten Viertelfinals

18. August 2008, 20:53 Uhr
Wind: ±0,0 m/s
| Platz | Name               | Nation         | Zeit    | Anmerkung |
| ----- | ------------------ | -------------- | ------- | --------- |
| 1     | Dayron Robles      | Kuba           | 13,19 s |           |
| 2     | Artur Noga         | Polen          | 13,36 s | PB        |
| 3     | Gregory Sedoc      | Niederlande    | 13,43 s |           |
| 4     | Samuel Coco-Viloin | Frankreich     | 13,51 s |           |
| 5     | Andrew Turner      | Großbritannien | 13,53 s |           |
| 6     | Lee Jung-joon      | Südkorea       | 13,55 s | NR        |
| 7     | Shamar Sands       | Bahamas        | 13,55 s |           |
| 8     | Dawit Ilariani     | Georgien       | 13,74 s |           |

### Lauf 3

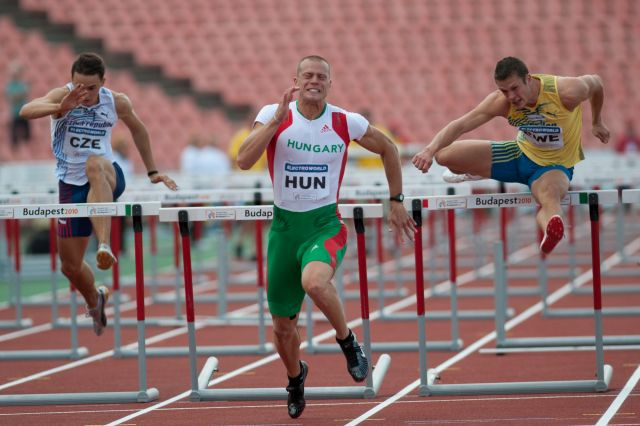
Dániel Kiss – ausgeschieden
als Fünfter des dritten Viertelfinals

18. August 2008, 21:02 Uhr
Wind: ±0,0 m/s
| Platz | Name                  | Nation         | Zeit    | Anmerkung       |
| ----- | --------------------- | -------------- | ------- | --------------- |
| 1     | Maurice Wignall       | Jamaika        | 13,36 s |                 |
| 2     | Ryan Brathwaite       | Barbados       | 13,44 s |                 |
| 3     | Paulo Villar          | Kolumbien      | 13,46 s |                 |
| 4     | Marcel van der Westen | Niederlande    | 13,48 s |                 |
| 5     | Dániel Kiss           | Ungarn         | 13,63 s |                 |
| 6     | Allan Scott           | Großbritannien | 13,66 s |                 |
| 7     | Dudley Dorival        | Haiti          | 13,71 s |                 |
| DSQ   | Mohammed al-Thawadi   | Katar          |         | zwei Fehlstarts |

### Lauf 4

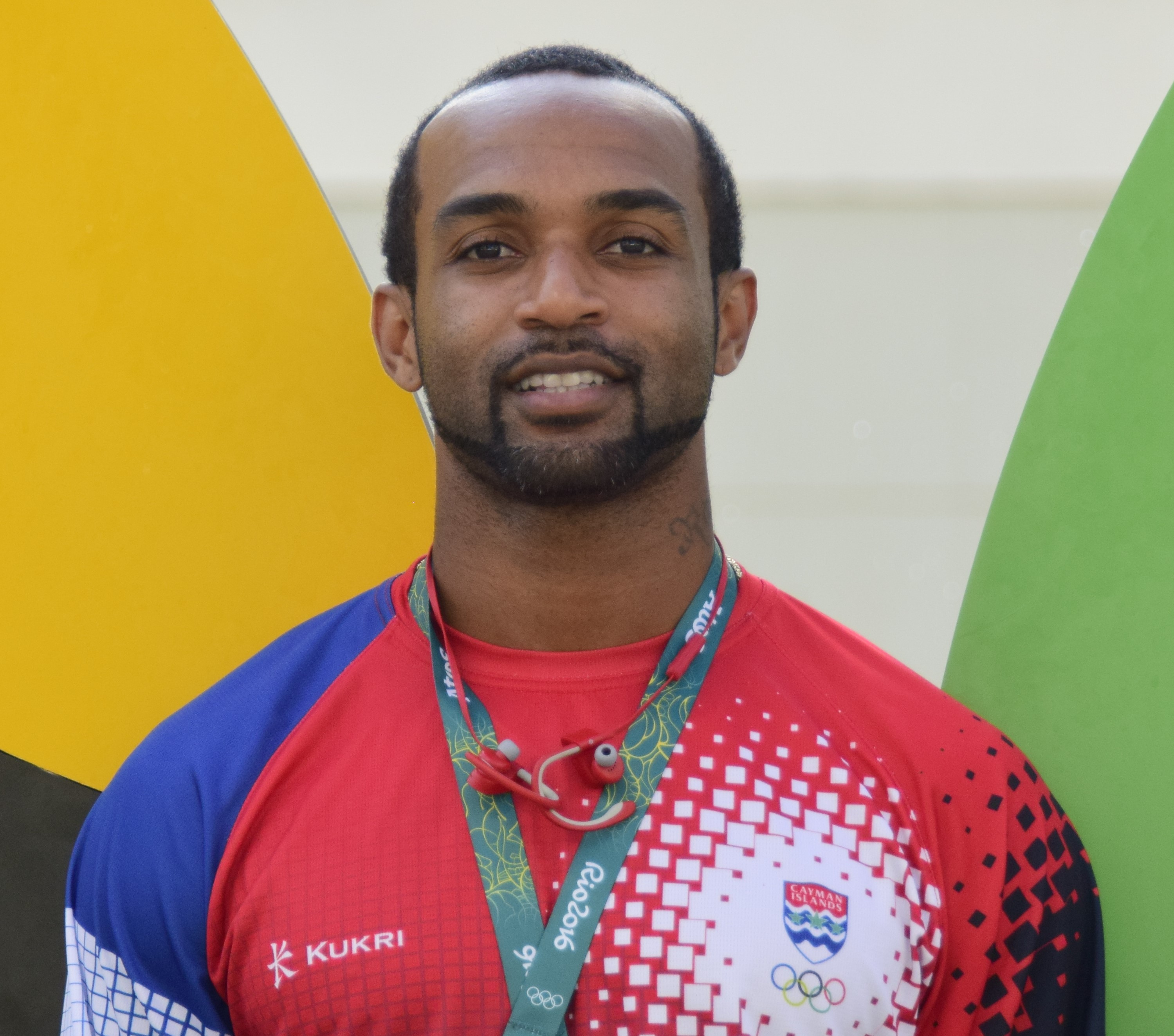
Ronald Forbes – ausgeschieden als Fünfter des vierten Viertelfinals
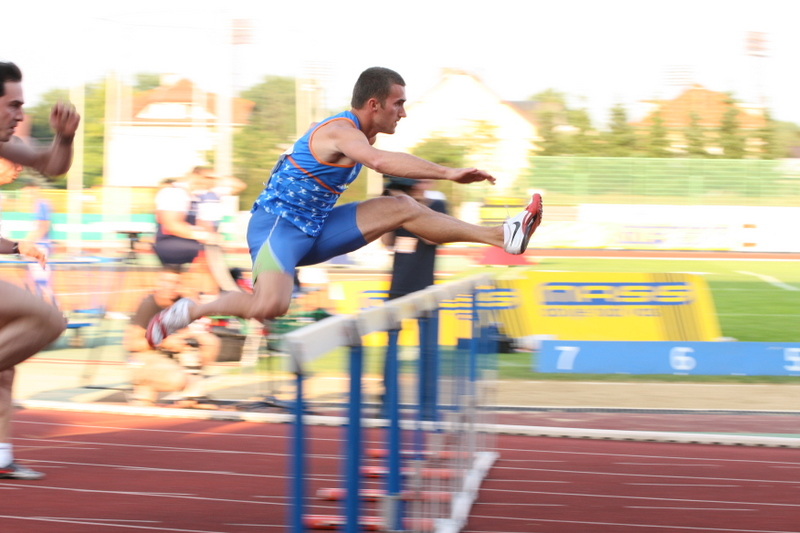
Damjan Zlatnar konnte sein Startrecht im vierten Viertelfinale nicht wahrnehmen

18. August 2008, 21:10 Uhr
Wind: +0,1 m/s
| Platz | Name             | Nation              | Zeit    |
| ----- | ---------------- | ------------------- | ------- |
| 1     | David Oliver     | USA                 | 13,16 s |
| 2     | Ladji Doucouré   | Frankreich          | 13,39 s |
| 3     | Jackson Quiñónez | Spanien             | 13,47 s |
| 4     | Selim Nurudeen   | Nigeria             | 13,66 s |
| 5     | Ronald Forbes    | Cayman Islands      | 13,72 s |
| 6     | Ji Wei           | Volksrepublik China | 13,80 s |
| 7     | Anselmo da Silva | Brasilien           | 13,84 s |
| DNS   | Damjan Zlatnar   | Slowenien           |         |

## Halbfinale
Das Halbfinale wurde in zwei Läufen ausgetragen, in welchen sich die jeweils vier besten Sprinter (hellblau unterlegt) für das Finale qualifizierten.

### Lauf 1

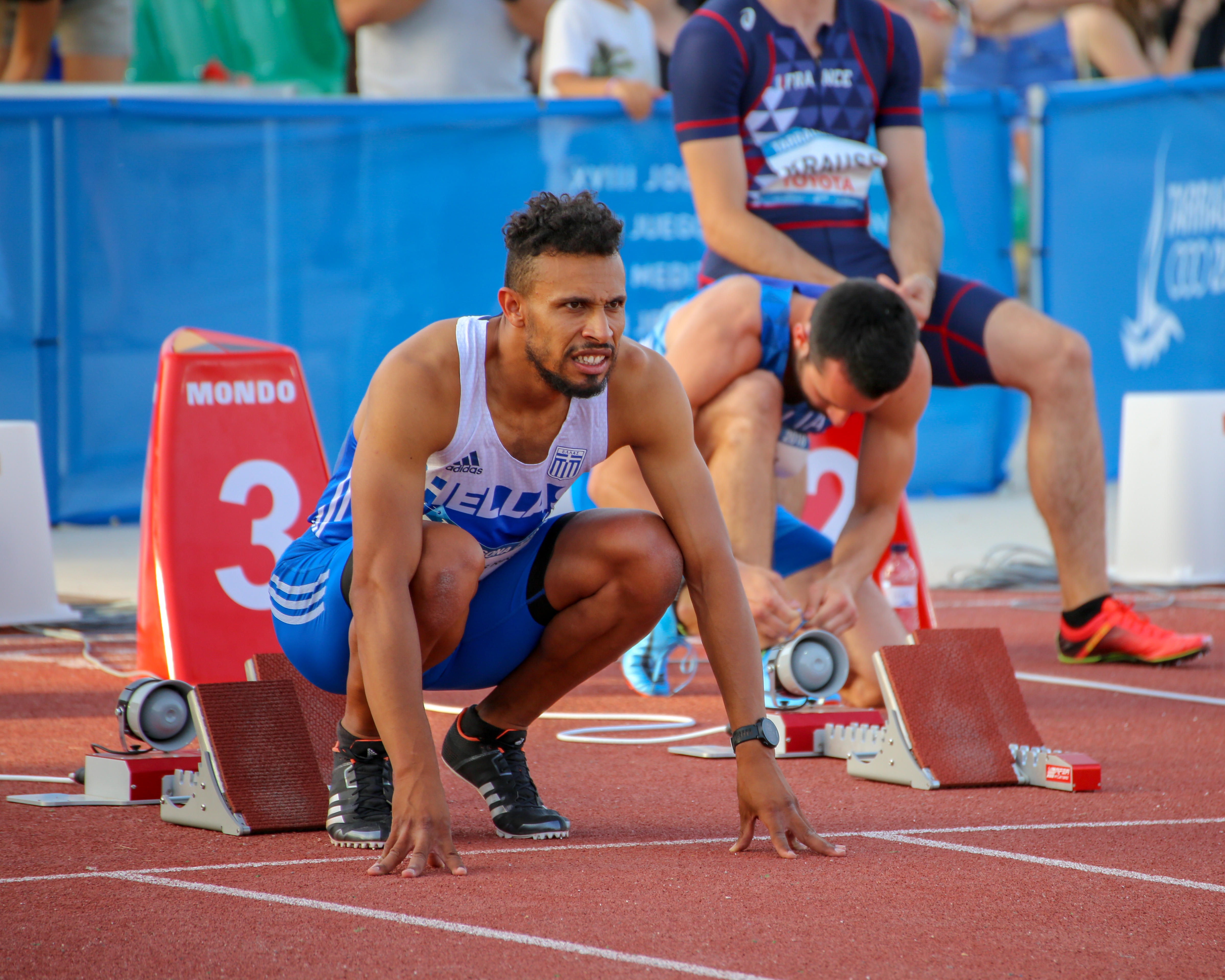
Konstadinos Douvalidis – Vorlauf/Viertelfinale jeweils griechischer Landesrekord – ausgeschieden als Fünfter des ersten Halbfinals
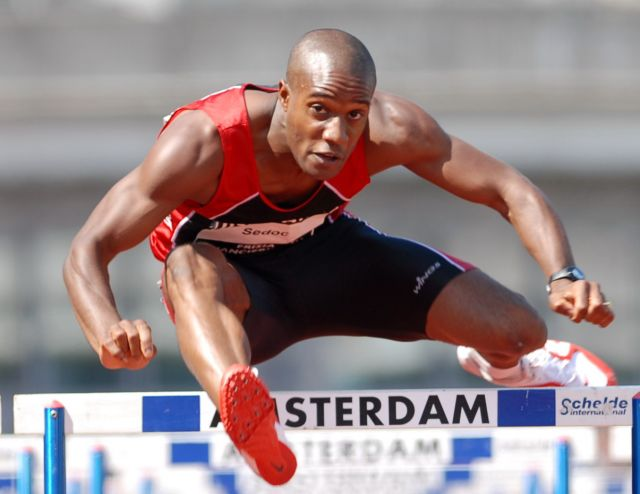
Gregory Sedoc – ausgeschieden als Sechster des ersten Halbfinals
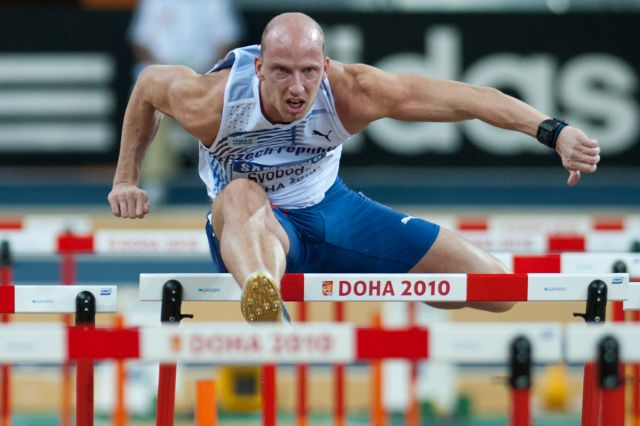
Petr Svoboda – ausgeschieden als Siebter des ersten Halbfinals

20. August 2008, 21:30 Uhr
Wind: −0,4 m/s
| Platz | Name                    | Nation       | Zeit    |
| ----- | ----------------------- | ------------ | ------- |
| 1     | Dayron Robles           | Kuba         | 13,12 s |
| 2     | David Payne             | USA          | 13,21 s |
| 3     | Ladji Doucouré          | Frankreich   | 13,22 s |
| 4     | Richard Phillips        | Jamaika      | 13,43 s |
| 5     | Konstandinos Douvalidis | Griechenland | 13,55 s |
| 6     | Gregory Sedoc           | Niederlande  | 13,60 s |
| 7     | Petr Svoboda            | Tschechien   | 13,60 s |
| 8     | Paulo Villar            | Kolumbien    | 13,85 s |

### Lauf 2

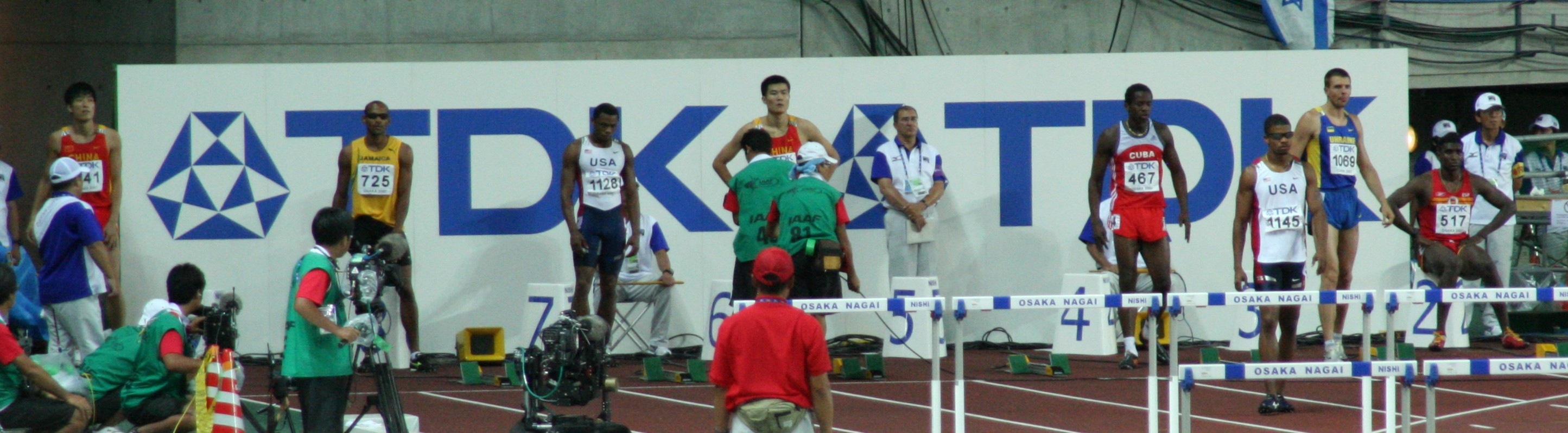
Shi Dongpeng (Vierter von links) – ausgeschieden als Fünfter des zweiten Halbfinals
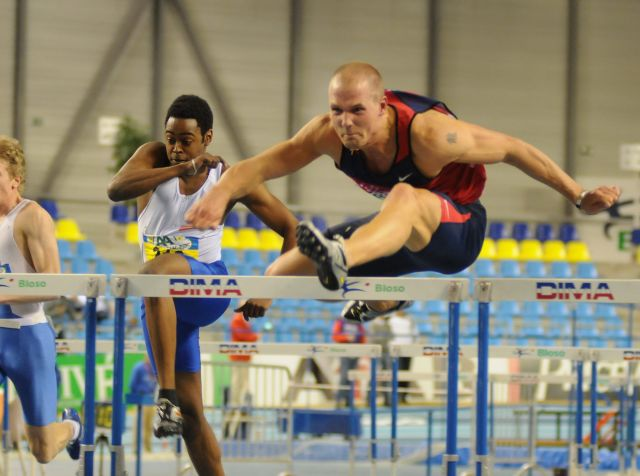
Marcel van der Westen – ausgeschieden als Sechster des zweiten Halbfinals
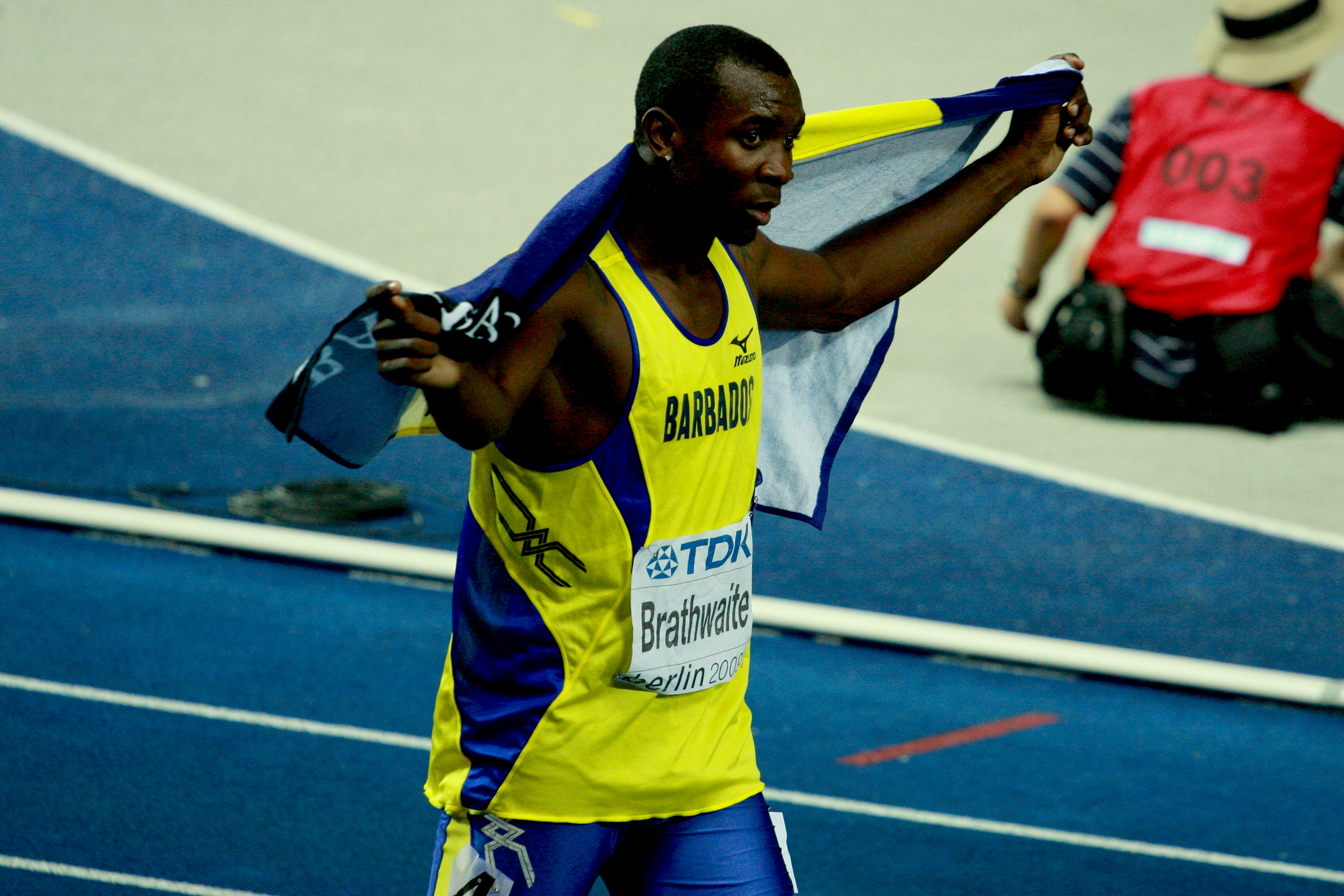
Ryan Brathwaite – ausgeschieden als Siebter des zweiten Halbfinals

20. August 2008, 21:39 Uhr
Wind: −0,4 m/s
| Platz | Name                  | Nation              | Zeit    | Anmerkung |
| ----- | --------------------- | ------------------- | ------- | --------- |
| 1     | David Oliver          | USA                 | 13,31 s |           |
| 2     | Artur Noga            | Polen               | 13,34 s | PB        |
| 3     | Jackson Quiñónez      | Spanien             | 13,40 s |           |
| 4     | Maurice Wignall       | Jamaika             | 13,40 s |           |
| 5     | Shi Dongpeng          | Volksrepublik China | 13,42 s |           |
| 6     | Marcel van der Westen | Niederlande         | 13,45 s |           |
| 7     | Ryan Brathwaite       | Barbados            | 13,59 s |           |
| 8     | Samuel Coco-Viloin    | Frankreich          | 13,65 s |           |

## Finale
21. August 2008, 21:40 Uhr
Wind: +0,1 m/s
| Platz | Name             | Nation     | Zeit    | Anmerkung |
| ----- | ---------------- | ---------- | ------- | --------- |
| 1     | Dayron Robles    | Kuba       | 12,93 s |           |
| 2     | David Payne      | USA        | 13,17 s |           |
| 3     | David Oliver     | USA        | 13,18 s | PB        |
| 4     | Ladji Doucouré   | Frankreich | 13,24 s |           |
| 5     | Artur Noga       | Polen      | 13,36 s |           |
| 6     | Maurice Wignall  | Jamaika    | 13,46 s |           |
| 7     | Richard Phillips | Jamaika    | 13,60 s |           |
| 8     | Jackson Quiñónez | Spanien    | 13,69 s |           |

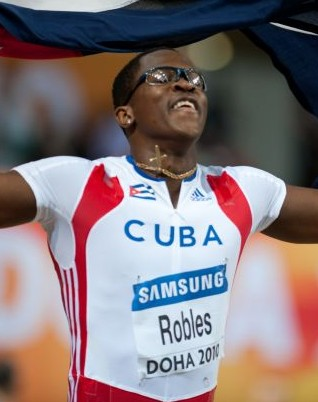
Weltrekordinhaber Dayron Robles
gewann olympisches Gold

Der Kubaner Dayron Robles hatte im Juni einen neuen Weltrekord aufgestellt. Damit war der Vierte der letzten Weltmeisterschaften einer der beiden Topfavoriten für dieses Rennen. Der andere war hier im eigenen Land der Olympiasieger von 2004, Weltmeister von 2007 und Vizeweltmeister von 2005 Liu Xiang. Doch der Chinese ging angeschlagen an den Start. Trotz seiner Verletzung versuchte er es, scheiterte jedoch chancenlos in seinem Vorlauf. Die am stärksten eingeschätzten Gegner für Robles waren der US-amerikanische Vizeweltmeister Terrence Trammell, sein Landsmann David Payne als WM-Dritter von 2007 und der französische Weltmeister von 2005 Ladji Doucouré. Trammell allerdings war wie Liu verletzungsbedingt bereits im Vorlauf ausgeschieden.
Das Finale wurde von je zwei Jamaikanern und US-Amerikanern sowie je einem Hürdensprinter aus Frankreich, Kuba, Polen und Spanien bestritten.
Vom Start weg war der kubanische Weltrekordler im Finale vorn. Payne lief deutlich hinter ihm das gesamte Rennen knapp vor dem Rest des Feldes auf dem zweiten Platz, Doucouré war zunächst Dritter, wurde jedoch von David Oliver, dem zweiten US-Amerikaner in diesem Finale, bald verdrängt. Im Ziel hatte Dayron Robles bei seinem Olympiasieg mehr als zwei Zehntelsekunden Vorsprung. Lius olympischen Rekord verfehlte er nur um zwei Hundertstelsekunden. Mit dem Vorwerfen seiner Brust im richtigen Moment rettete David Payne am Ende seine Silbermedaille gerade noch so gegen den stark aufkommenden David Oliver, der Bronze gewann. Eine Hundertstelsekunde lag im Ziel zwischen den beiden Läufern. Sechs weitere Hundertstelsekunden zurück wurde Ladji Doucouré Vierter vor dem Polen Artur Noga und Maurice Wignall aus Jamaika.
Acht Jahre nach dem Olympiasieg seines Landsmanns Anier García in Sydney gewann Dayron Robles die zweite Goldmedaille für Kuba über 110 Meter Hürden.
Die beiden US-Amerikaner David Payne und David Oliver gewannen von 77 bislang vergebenen die Medaillen Nr. 52 und 53 für die USA in der olympischen Geschichte dieser Disziplin.

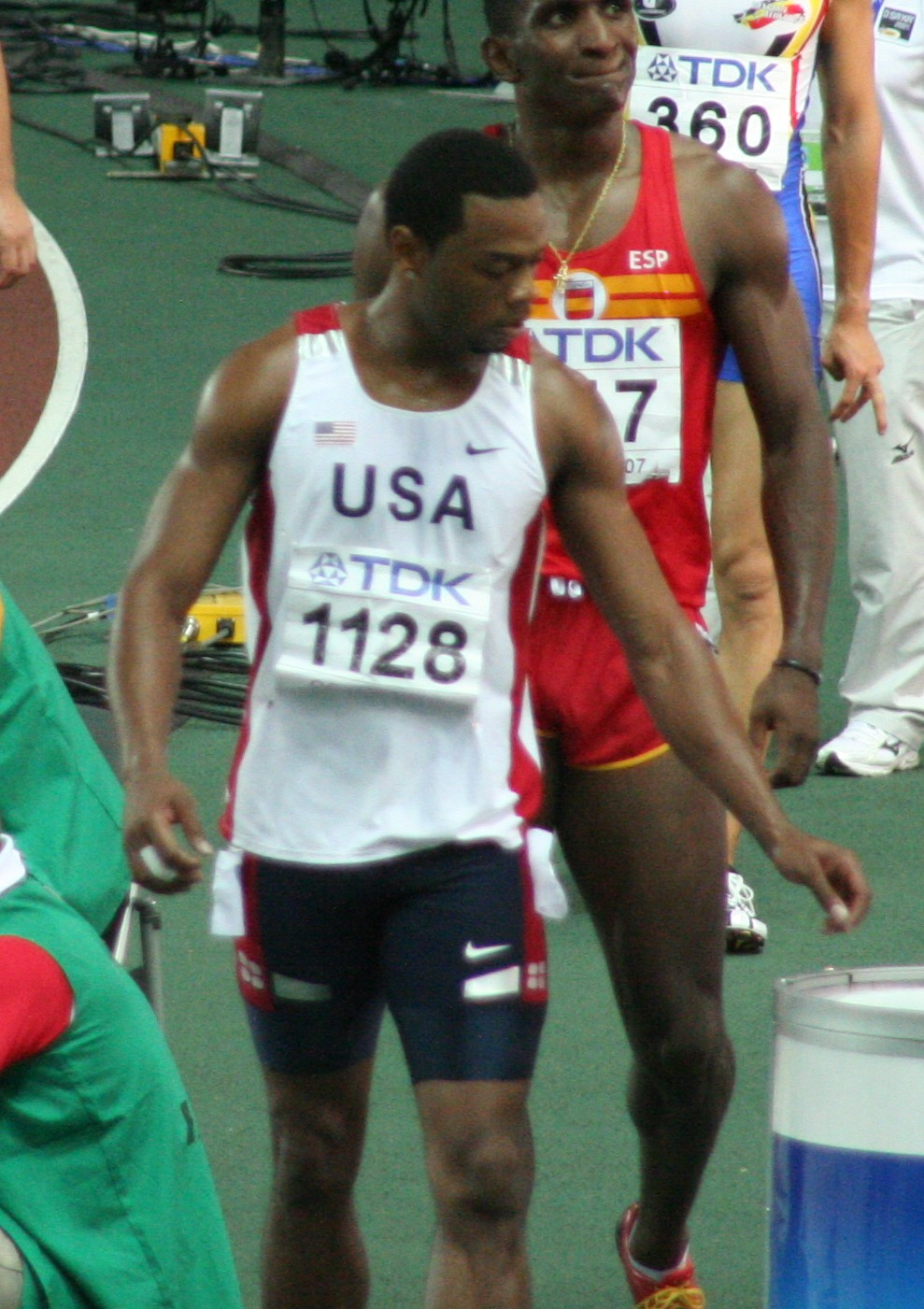
Silbermedaillengewinner David Payne
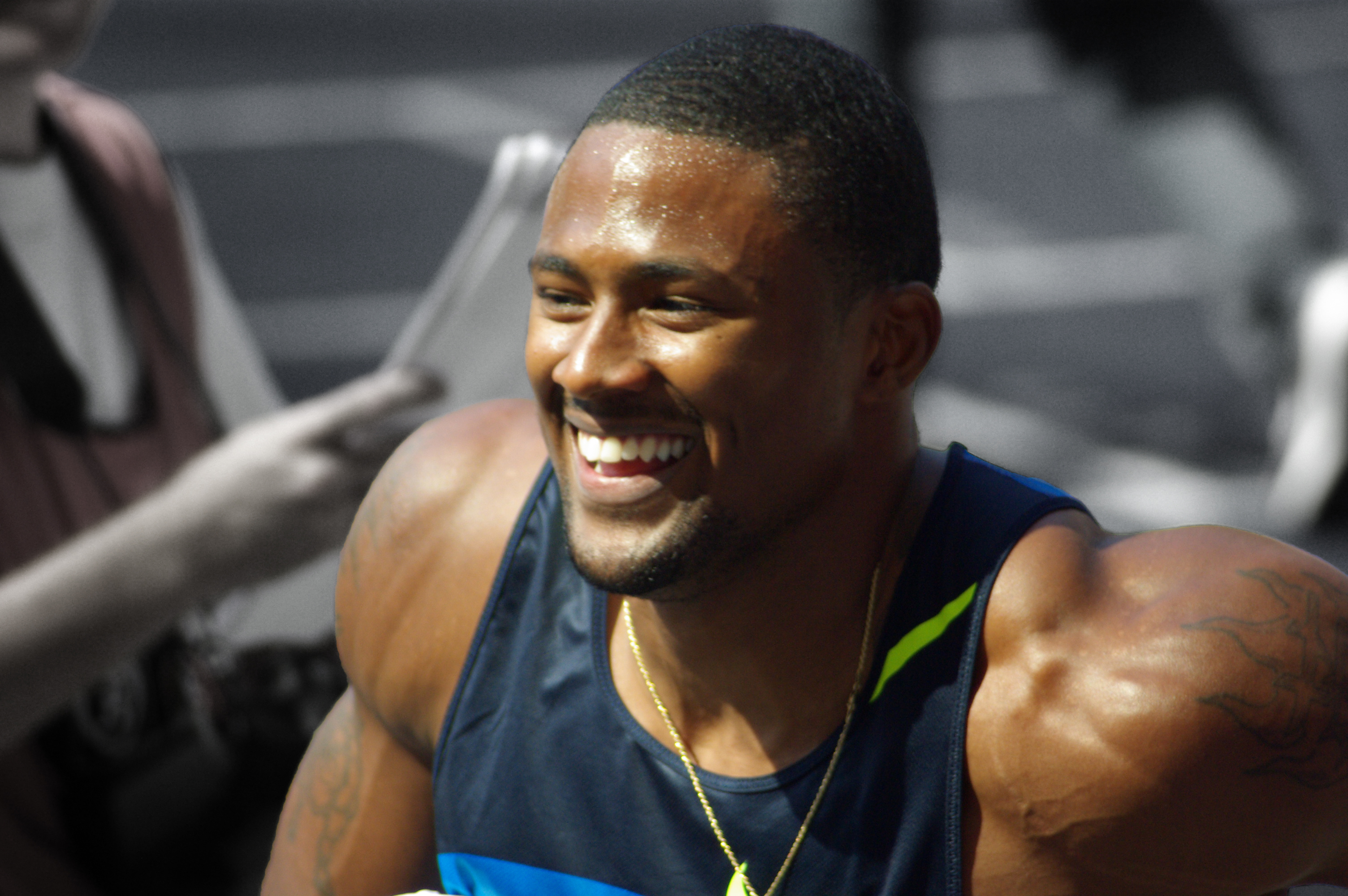
Bronzemedaille für David Oliver
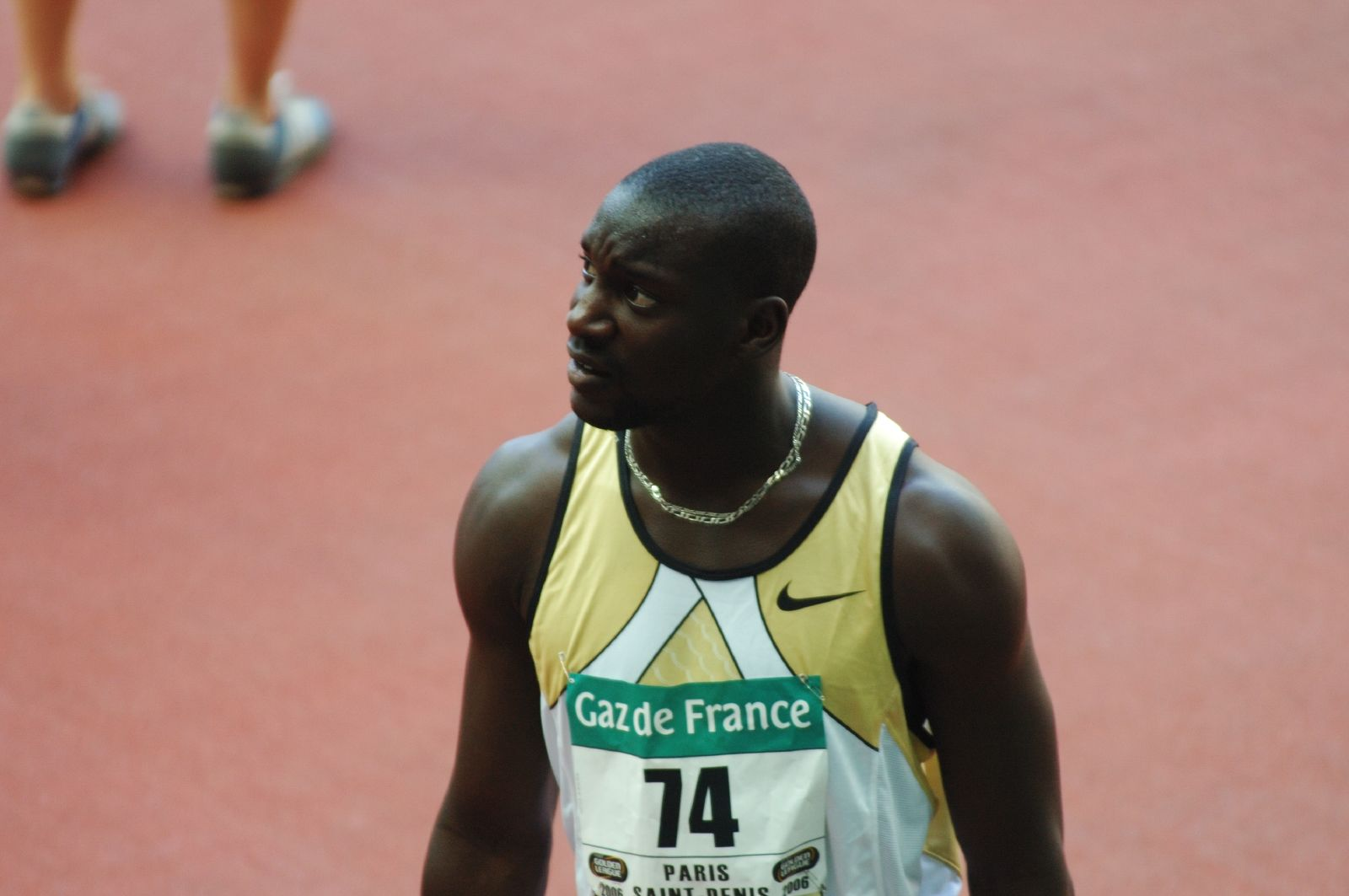
Ladji Doucouré wurde Vierter

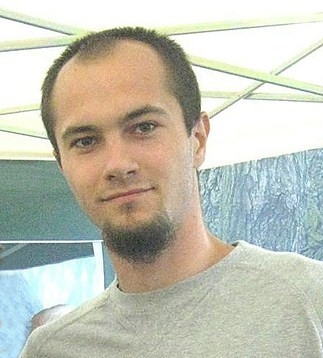
Platz fünf für Artur Noga
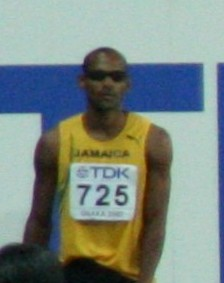
Maurice Wignall belegte Rang sechs
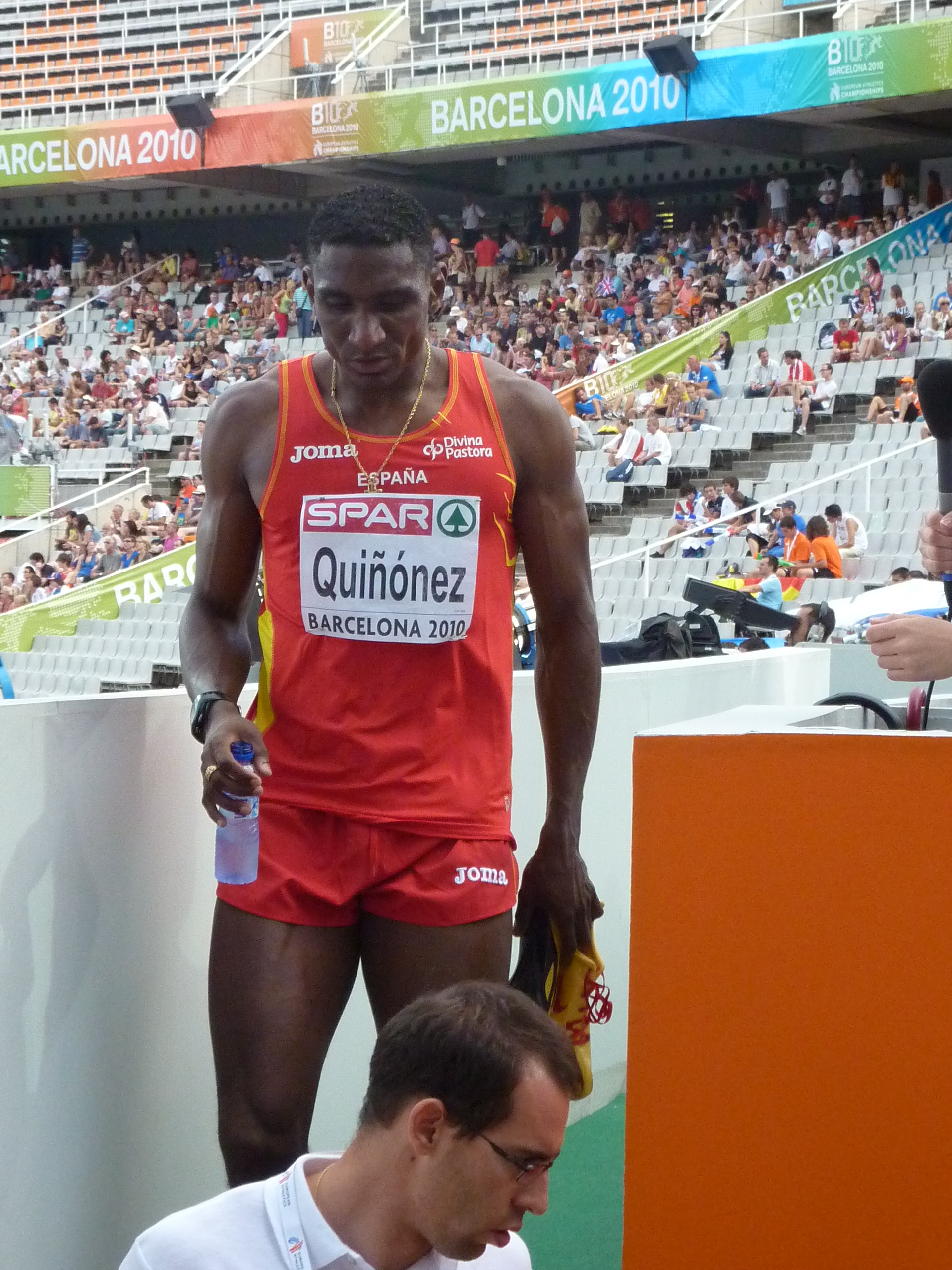
Jackson Quiñónez kam auf den achten Platz

## Videolinks
- Athletics - Men's 110M Hurdles - Final - Beijing 2008 Summer Olympic Games, youtube.com, abgerufen am 6. März 2022
- Athletics – Men's 110M Hurdles – Final and Victory Ceremony – Beijing 2008 Summer Olympic Games, youtube.com, abgerufen am 1. Juni 2018